# Augustin Mouchot
Augustin Mouchot (/m U ʃ oʊ /; Semur-en-Auxois, 1825. április 7. – Párizs, 1912. október 4.) 19. századi francia feltaláló. Az első ismert, napenergiával működő gőzgép megalkotója.

## Háttér
Mouchot 1825. április 7-én született a franciaországi Semur-en-Auxois-ban. Először Morvan (1845–1849), később Dijon általános iskoláiban tanított, mielőtt 1852-ben matematikából, 1853-ban pedig fizikából diplomázott. Ezt követően Alençon (1853–1862), Rennes és Tours (1864–1871) középiskoláiban tanított matematikát. Ebben az időszakban végzett napenergia-kutatást, ami végül arra vezetett, hogy állami támogatást szerezzen a teljes munkaidős kutatáshoz.

## Napenergia-kutatás
Mouchot azért fordította figyelmét az alternatív energiaforrásokra, mivel úgy vélte, hogy az ipari forradalmat tápláló szén végül elfogy. 1860-ban Horace-Bénédict de Saussure és Claude Pouillet munkáira támaszkodva megkezdte a napenergiával való főzés kutatását. További kísérleteikben egy üveggel körülzárt, vízzel töltött üst szerepelt, amelyet napon hagytak addig, amíg a víz felforrt, és az így előállított gőz hajtóerőt biztosított egy kis gőzgép számára. 1866 augusztusáig Mouchot kifejlesztette az első parabolikus vályú alakú napkollektorát, amelyet Párizsban III. Napóleon francia császárnak is bemutattak. Mouchot folytatta a fejlesztést, és növelte a napenergia-kísérleteinek skáláját. A napenergiáról szóló könyve, a La Chaleur solaire et ses Applications industrielles (Napenergia és annak ipari alkalmazásai) (1869) egybeesett valaha épített a legnagyobb, naperővel hajtott gőzgép bemutatásával. Ezt a motort Párizsban mutatták be, amíg a város ostrom alá nem esett az 1871-es porosz–francia háború alatt.
1871 szeptemberében Mouchot pénzügyi támogatást kapott az Indre-et-Loire-i Általános Tanácstól egy kísérleti naperőmű telepítéséhez a tours-i könyvtárban. 1875. október 4-én előterjesztett egy dolgozatot a generátorról a Tudományos Akadémia számára, és ugyanazon év decemberében egy olyan eszközt mutatott be az Akadémiának, amelyről azt állította, hogy optimális napsütésben 140 liter/perc gőzt biztosít. Egy évvel később engedélyt kért a minisztériumtól, hogy távozhasson oktatói pozíciójáról az 1878-as világkiállítás motorjának kidolgozása érdekében, és 1877 januárjában megbízást és támogatást kapott az anyagok vásárlásához. A kivitelezéshez Francia-Algériába ment, ahol nem volt hiány napenergiában. A tudományos küldetések igazgatója bemutatta Mouchot-t Algéria kormányzójának is, hangsúlyozva franciaországi küldetésének fontosságát „a tudomány és az egyetem dicsősége szempontjából”.

### Világkiállítás, Párizs, 1878

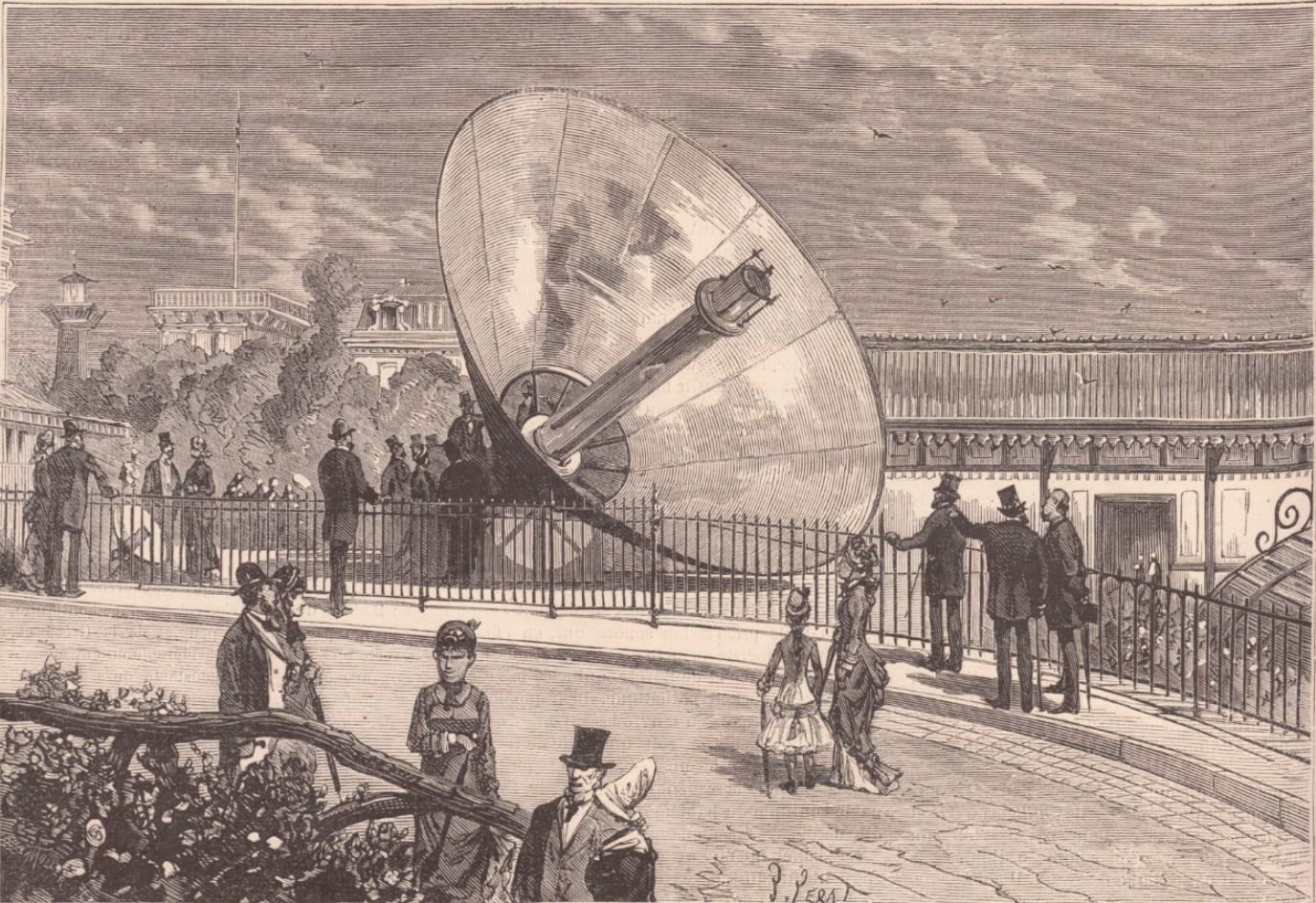
Szolárgenerátor 1878

1878-ban visszatérve Franciaországba, Mouchot és asszisztense, Abel Pifre bemutatta Mouchot motorját a párizsi világkiállításon, és az 54. osztályban aranyérmet nyert munkáival, nevezetesen a jég koncentrált napenergiával történő előállításával. A Cobden-Chevalier-szerződés továbbra is fennálló gazdasági előnyei a szénszállítás hatékonyabb belső szállításával együtt azt jelentették, hogy Franciaországban a szén egyre olcsóbbá vált, csökkentve az alternatív energia kutatásának szükségességét. Az akkori francia kormány egy jelentésében úgy ítélte meg, hogy a napenergia nem gazdaságos, következésképp Mouchot kutatásainak már nincs jelentősége, és ezzel megszünteti finanszírozását.
Mouchot később visszatért a tanításhoz. De nem felejtették el teljesen, és az Institut de France 1891-ben és 1892-ben Lauréat de l'Institut-nak nevezte, díjakat kapott a munkájáért. 1912-ben halt meg Párizsban.

## Fordítás
Ez a szócikk részben vagy egészben  az   Augustin Mouchot című angol Wikipédia-szócikk ezen változatának fordításán alapul.  Az eredeti cikk szerkesztőit annak laptörténete sorolja fel. Ez a jelzés csupán a megfogalmazás eredetét és a szerzői jogokat jelzi, nem szolgál a cikkben szereplő információk forrásmegjelöléseként.